# Profel Continental Team
Das Profel Continental Team ist ein belgisches Radsportteam.
Die Mannschaft wurde 2005 unter dem Namen Profel Cycling Team gegründet und besaß seitdem bis zum Saisonende 2009 eine UCI-Lizenz als Continental Team, mit der sie hauptsächlich an Rennen der UCI Europe Tour teilnimmt. 2006 wurde das Team in Profel Ziegler umbenannt und 2008 in Profel Prorace. Manager war in dieser Zeit Benny Willims, der von seinem Sportlichen Leiter Frans Jacobs unterstützt wurde.

## Saison 2009

### Zugänge – Abgänge
| Zugänge                    | Team 2008                  | Abgänge                | Team 2009                  |
| -------------------------- | -------------------------- | ---------------------- | -------------------------- |
| Chi Yin Leung              | Ex-Profi (Marco Polo 2007) | Matthew Brammeier      | An Post-Sean Kelly Team    |
| Seppe Abts                 | Neoprofi                   | Jef Peeters            | An Post-Sean Kelly Team    |
| Laurens De Vreese          | Neoprofi                   | Sander Armée           | Beveren 2000-Quick Step    |
| Jeroen Dingemans           | Neoprofi                   | Eduard Bogaert         | Unbekannt                  |
| Wouter Fack                | Neoprofi                   | Steven Dierckx         | Unbekannt                  |
| Matthias Onghena           | Neoprofi                   | Tom Van De Velde       | Unbekannt                  |
| Kendric Van Grembergen     | Neoprofi                   | Kevin Van Den Eeckhout | Unbekannt                  |
| Frank Van Kuik (ab 01.09.) | An Post-Sean Kelly Team    | Niek Van Gestel        | Unbekannt                  |
|                            |                            | Roel Vanmuysen         | Unbekannt                  |
|                            |                            | Sven Wielandt          | Unbekannt                  |
|                            |                            | Kendric Van Grembergen | Revor-Jartazi (bis 01.05.) |

### Mannschaft
| Name                 | Geburtstag         | Nationalität | Team 2010                |
| -------------------- | ------------------ | ------------ | ------------------------ |
| Seppe Abts           | 25. April 1986     | Belgien      |                          |
| Jan Bluekens         | 6. Oktober 1981    | Belgien      |                          |
| Laurens De Vreese    | 29. September 1988 | Belgien      | Wielergroep Beveren 2000 |
| Jeroen Dingemans     | 21. Mai 1986       | Belgien      |                          |
| Wouter Fack          | 2. Februar 1988    | Belgien      |                          |
| Jérome Giaux         | 25. August 1986    | Belgien      |                          |
| Chi Yin Leung        | 27. November 1981  | Hongkong     |                          |
| Thomas Ongena        | 22. Oktober 1980   | Belgien      |                          |
| Matthias Onghena     | 17. Januar 1987    | Belgien      |                          |
| David Reyniers       | 2. Januar 1988     | Belgien      |                          |
| Frank Van Kuik       | 4. Februar 1981    | Belgien      | Qin Cycling Team         |
| Michael Vanderaerden | 10. Februar 1987   | Belgien      | Qin Cycling Team         |
| Matthias Vanhie      | 15. Februar 1987   | Belgien      |                          |

## Platzierungen in UCI-Ranglisten
UCI Europe Tour
| Saison | Mannschaftswertung | Fahrerwertung        |
| ------ | ------------------ | -------------------- |
| 2009   | 110.               | Thomas Ongena (615.) |